# Faramans (Ain)
Faramans je francouzská obec v departementu Ain v regionu Auvergne-Rhône-Alpes. V roce 2011 zde žilo 712 obyvatel.

## Sousední obce
Bourg-Saint-Christophe, Bressolles, Joyeux, Le Montellier, Pérouges, Pizay, Saint-Éloi,

## Vývoj počtu obyvatel
Počet obyvatel 